# Vučji Do
Vučji Do este un sat din comuna Nikšić, Muntenegru. Conform datelor de la recensământul din 2003, localitatea are 30 de locuitori (la recensământul din 1991 erau 34 de locuitori).

## Demografie
În satul Vučji Do locuiesc 27 de persoane adulte, iar vârsta medie a populației este de 49,0 de ani (46,9 la bărbați și 50,9 la femei). În localitate sunt 11 gospodării, iar numărul mediu de membri în gospodărie este de 2,73.
Această localitate este populată majoritar de sârbi (conform recensământului din 2003).
|  |

| Demografie | Demografie | Demografie |
| An         | Locuitori  | Locuitori  |
| ---------- | ---------- | ---------- |
|            |            |            |
|            |            |            |
|            |            |            |
|            |            |            |
| 1948       | 105        |            |
| 1953       | 113        |            |
| 1961       | 89         |            |
| 1971       | 80         |            |
| 1981       | 51         |            |
| 1991       | 34         | 34         |
| 2003       | 36         | 30         |

| \| Componența etnică conform recensământului din 2003[2] \| Componența etnică conform recensământului din 2003[2] \| Componența etnică conform recensământului din 2003[2] \| Componența etnică conform recensământului din 2003[2] \| Componența etnică conform recensământului din 2003[2] \| \| ----------------------------------------------------- \| ----------------------------------------------------- \| ----------------------------------------------------- \| ----------------------------------------------------- \| ----------------------------------------------------- \| \| \| \| \| \| \| \| Sârbi \| Sârbi \| \| 29 \| 96,66% \| \| Muntenegreni \| Muntenegreni \| \| 1 \| 3,33% \| \| necunoscută \| necunoscută \| \| 0 \| 0% \| |              |  |    |        |
| Componența etnică conform recensământului din 2003 |              |  |    |        |
| |              |  |    |        |
| Sârbi | Sârbi        |  | 29 | 96,66% |
| Muntenegreni | Muntenegreni |  | 1  | 3,33%  |
| necunoscută | necunoscută  |  | 0  | 0%     |